# Antefoso
Antefoso o como algunos autores de fortificación llaman impropiamente contrafoso, es el que en una plaza o fortaleza se abre al pie o en la cola del glacis, sea para aumentar obstáculos al sitiador o para extraer tierras necesarias al relieve. 
Ordinariamente se llena de agua  pero es consiguiente que al proporcionar obstáculo al que ataca, también lo proporciona al que defiende, obstaculizando las salidas y haciendo más peligrosas las maniobras activas de defensa, lo que se llama reacciones ofensivas.